# بول ماكجين
بول ماكجين لاعب كرة قدم إسكتلندي يلعب مع نادي هايبرنيان الإسكتلندي.